# 罗塞 (卢瓦-谢尔省)
罗塞（法語：Rocé，法語發音：[ʁɔse]）是法国卢瓦-谢尔省的一个市镇，位于该省西北部，属于旺多姆区。

## 地理
罗塞（47°48'26"N, 1°8'51"E）面积10.27 平方千米，位于法国中央-卢瓦尔河谷大区卢瓦-谢尔省，该省份为法国中北部省份，北起厄尔-卢瓦省，东北接卢瓦雷省，东南接谢尔省，南至安德尔省，西南接安德尔-卢瓦尔省，西北接萨尔特省。
与罗塞接壤的市镇（或旧市镇、城区）包括：库洛米耶拉图尔、费埃、梅莱、勒奈、圣菲尔曼代普雷、维勒特兰。

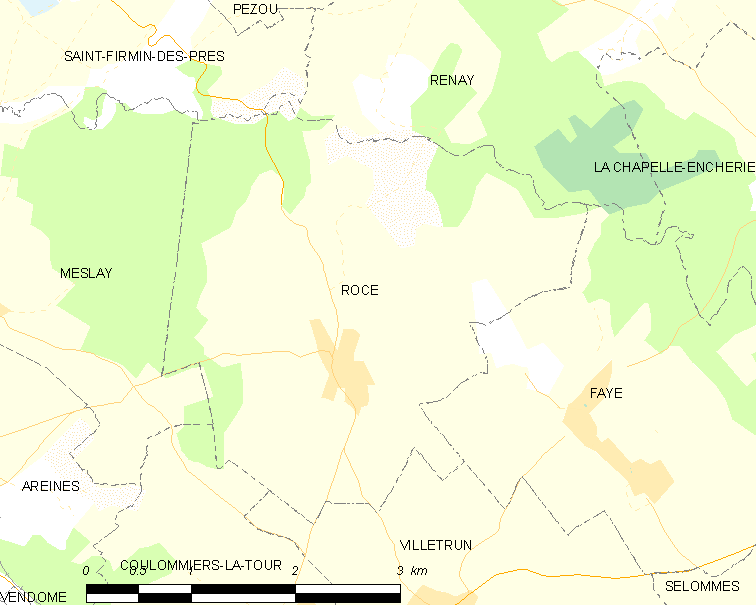
的OSM定位图

罗塞的时区为UTC+01:00、UTC+02:00（夏令时）。

## 行政
罗塞的邮政编码为41100，INSEE市镇编码为41190。

## 政治
罗塞所属的省级选区为卢瓦河畔蒙图瓦尔县。

## 人口

1962-2008年间人口变化图示

罗塞于2022年1月1日时的人口数量为220人。